# 埃比里
埃比里（法語：Eyburie，法語發音：[ɛbyʁi]）是法国科雷兹省的一个市镇，位于该省中部偏西北，属于蒂勒区。

## 地理
埃比里（45°27'35"N, 1°38'8"E）面积29.14 平方千米，位于法国新阿基坦大区科雷兹省，该省份为法国中南部省份，北起上维埃纳省和克勒兹省，西接多爾多涅省，南至洛特省，东临多姆山省和康塔爾省。
与埃比里接壤的市镇（或旧市镇、城区）包括：尚布利沃、加纳韦河畔孔达、埃斯帕尔蒂尼亚克、勒隆扎克、梅亚尔、佩里萨克、皮埃尔菲特、于泽什。

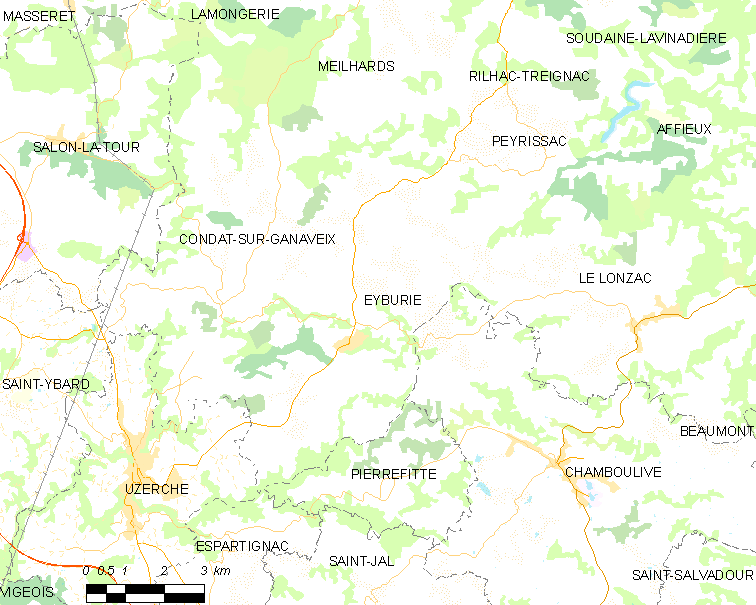
埃比里的OSM定位图

埃比里的时区为UTC+01:00、UTC+02:00（夏令时）。

## 行政
埃比里的邮政编码为19140，INSEE市镇编码为19079。

## 政治
埃比里所属的省级选区为于泽什县。

## 人口

1962-2008年间埃比里人口变化图示

埃比里于2022年1月1日时的人口数量为488人。